# Tell Sukas
Tell Sukas (en árabe: تل سوكاس‎‎, romanizado: Tell Sūkās, lit. 'Tall Sūkās', antiguo Shuksi o Suksi, es un tell arqueológico de la Edad del Bronce Final en la costa mediterránea oriental situado a unos 6 kilómetros al sur de Jableh, en Siria.

## Historia
Tell Sukas estaba ubicado en el centro de la fértil llanura de Jableh en una colina con acceso a dos puertos naturales. Hay evidencia de un asentamiento neolítico anterior datado en el VII o VI milenio a. C. concretamentes en el período de 6550 a 4800 a. C., con similitudes en el tipo de viviendas, costumbres funerarias y estructura económica con asentamientos similares en Mureybet, Tell Ramad, Tell Aswad y Tell Abu Hureyra.
El asentamiento fue identificado como el antiguo Suksi, mencionado en las tablillas de Ugarit y fue probablemente el puerto más al sur del reino de Ugarit. Por el contrario, no hay evidencia cultural en Tell Sukas desde el Calcolítico y la Edad del Bronce Antiguo. Solo en las capas estratigráficas intermedias (en torno de 2000 a 160 a. C.) Y en la Edad de Bronce Final (alrededor de 1600 a 1170 a. C.) se encuentran nuevamente rastros de un asentamiento. Tell Sukas es junto a Ugarit y Ras Ibn Hani uno de los sitios con abundancia de tablillas cuneiformes de arcilla en escritura ugarítica. El asentamiento de la Edad del Bronce Shukshu (Šukšu),  probablemente fue destruido junto con la capital, Ugarit, durante el colapso de la Edad del Bronce Final, o por la acción del fuego, o causado por un terremoto, o posiblemente debido a los ataques de los Pueblos del Mar hacia del octavo año del reinado del faraón egipcio Ramsés III.
En el noreste, la parte más alta de Tell Sukas, las ruinas de varios edificios privados y públicos se han fechado desde finales del II milenio hasta la segunda mitad del I milenio a. C.
Fue reutilizado poco después y la actividad comercial en el asentamiento de la Edad del Hierro se remonta al menos al siglo X a. C., cuando se convirtió en el puerto de Luhuti,
El edificio datado en la Edad de Hierro se divide en dos fases, que se conocen como Fenicio II (1170-850 a. C.) y Fenicio I (850-675 a. C.). La línea divisoria entre ambos períodos se constata en la destrucción parcial del asentamiento sobre el año 850 a. C., durante la invasión asiria de la costa de Fenicia por el rey Salmanasar III. la población griega abandonó Tell Sukas después de 498 a. C. (terminus post quem). C 
Se estableció un asentamiento fenicio en el siglo VIII a. C. La cerámica importada chipriota y griega  demuestra las buenas relaciones entre los fenicios de Tell Sukas con Chipre y la región del Egeo.
Bajo Salmanasar III, parece que hubo los primeros asentamientos griegos. Después de la nueva destrucción de Tell Sukas por el rey asirio Asarhaddón (677 a. C.), durante la campaña contra Sidón, o en 671 a. C., durante la campaña contra Tiro, aliada con el faraón egipcio Taharqa, ellos, incluidos los chipriotas, formaron la mayoría de la población. El establecimiento de un santuario griego en el asentamiento puede haber sido el resultado de una evolución gradual, así como de un incendio o una agitación militar, incluida la muerte o la deportación de la población fenicia. En una alta terraza de culto en el sur de Tell Sukas se encontraba en esta época un pequeño templo en antas.  La ciudad prosperó como un emporio comercial griego entre c. 850 y c. 550 a. C.,. El período de ocupación griega se divide en tres fases: griego III (675-588 a. C.,), griego II (588-552 a. C.,) y griego I (552-498 a. C.,). La división de las tres secciones nuevamente denotan horizontes de destrucción, en el año 588 a. C.,, cuando posiblemente debido a las operaciones militares del faraón Apries en 552 a. C., contra el Imperio neobabilónico bajo Nabucodonosor II y sus vasallos fenicios. Consistió en una expedición punitiva del gobernante neobabilónico Nabonido.
Las excavaciones recientes revelan que el sitio fue habitado de nuevo por los fenicios en torno a 380 a. C.  El asentamiento del siglo IV a. C. fue construido conforme a un plan completamente nuevo, que no siguió el modelo hipodámico de la antigua ciudad griega. El período neofenicio duró hasta aproximadamente 140 a. C. Se sucedieron dos períodos griegos, llamados helenístico II (140 a 117 a. C.) y helenístico I (117 a 68 a. C.) Por otra parte, los hallazgos datan del período romano y bizantino. Más tarde fue ocupada por un corto período por los Cruzados. Hay vestigios de haber sido habitada en la Baja Edad Media.
En 1934, Emil Forrer realizó dos sondeos en Tell Sukas, y halló documentos egipcios antiguos, ugaríticos e hititas. Fue excavado en 1958-1963 por la expedición danesa Carlsberg a Fenicia dirigida por el arqueólogo Poul Jørgen Riis. Las excavaciones descubrieron un cementerio de la Edad de Hierro al sur del tell, fechado entre los siglos XIII y X a. C. También se descubrió un gran templo fenicio del siglo VII a. C. La abundancia de cerámica griega y el descubrimiento de necrópolis griegas sugieren que la ciudad se convirtió en un puesto avanzado helénico en el año 600 a. C.